# Savannah Phillipsová
Savannah Phillipsová (* 29. prosince 2010 Gloucester) je britská aristokratka, první dcera Petera Phillipse a Autumn Phillipsové a první pravnučka královny Alžběty II. Je 19. v pořadí na britský trůn.

## Život
Narodila se 29. prosince 2010 v Gloucesteru jako první dcera Petera Phillipse a Autumn Phillipsové roz. Kellyové. Po svém narození byla 12. v pořadí na britský trůn. Pokřtěna byla 25. dubna 2011 v kostele Svatého Kříže v Avening.
Jako její rodiče není Savannah obvykle viděna na oficiálních královských akcích. V poslední době[kdy?] se objevuje při tradičním pozdravu z balkónu Buckinghamského paláce při příležitosti Trooping the Colour. Dne 12. října 2018 byla součástí svatebního průvodu na svatbě princezny Eugenie z Yorku a Jacka Brooksbanka.